# Mohammed Asaduzzaman
Mohammed Asaduzzaman é o prefeito de Brighton e Hove e faz parte do Partido Trabalhista Britânico. É o primeiro prefeito muçulmano e sul asiático eleito pela cidade.
O Prefeito Asaduzzaman nasceu em Bangladesh, onde trabalhou com o Ministro de Estado para Irrigação e Desenvolvimento Hídrico, até se mudar para a Grã-Bretanha em 1995. 